# 埋設標

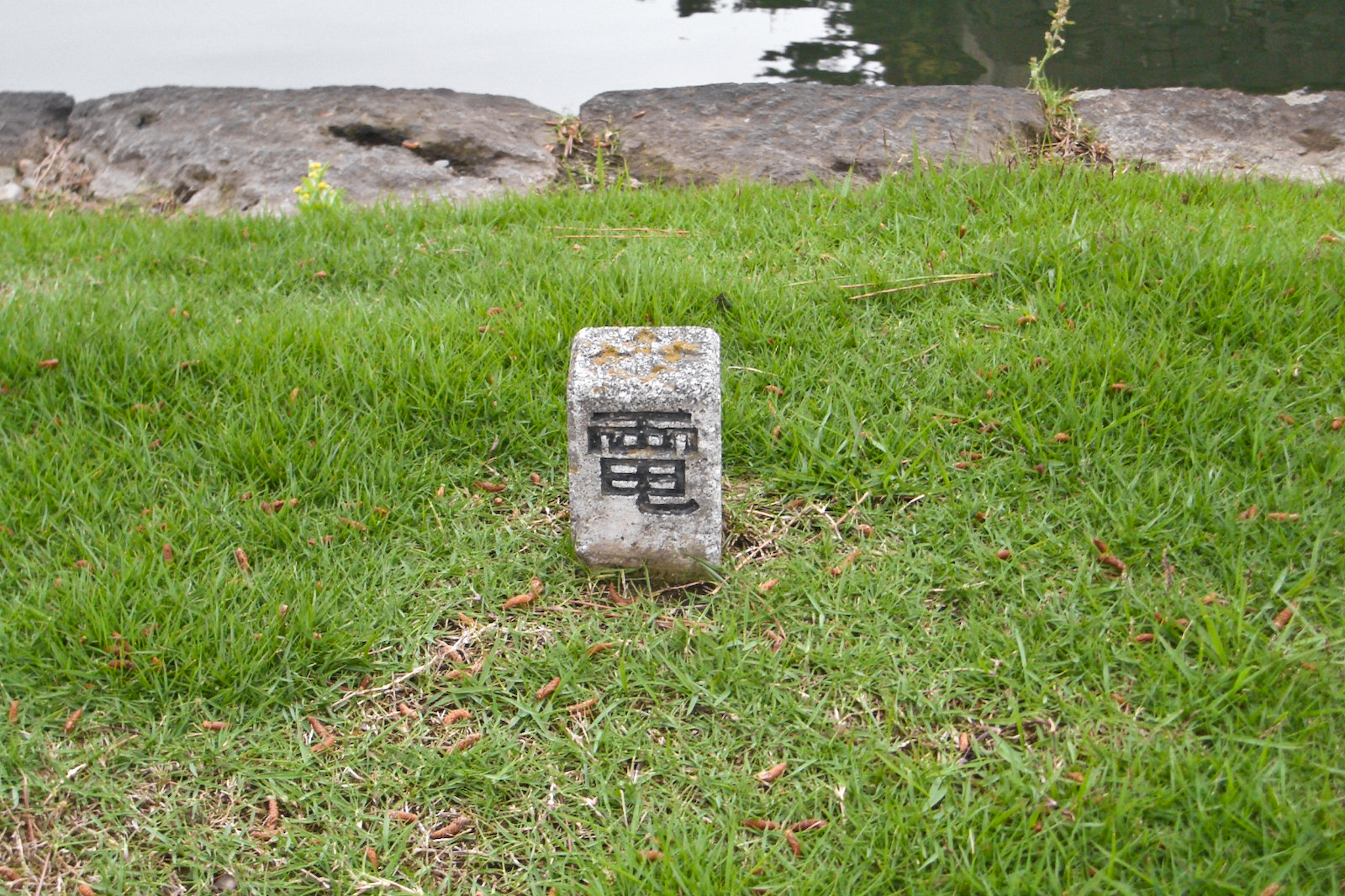
電線埋設標

埋設標（まいせつひょう）は「埋設標示物」または「埋設物標識」とも呼ばれ、地中に埋設してある設備の位置もしくは水道管や電線管の管路を地上で視認可能にするための標識類一般を指す。
管路に埋設標が付される埋設物には代表的なものでは水道、電線、ガス等があり、埋設標にはそれぞれ「水」「電」「ガス」などと記される。しかし埋設標が付される管路は多様であり、その標識にも「電気」「情報」「通信」「電話」「井水」「市水」「揚水」「給水」「消火」「ガス」、さらには「He」（ヘリウムの元素記号）などがある。